# Maxillaria parkeri
Maxillaria parkeri là một loài lan bản địa của tropical Nam Mỹ.

## Hình ảnh

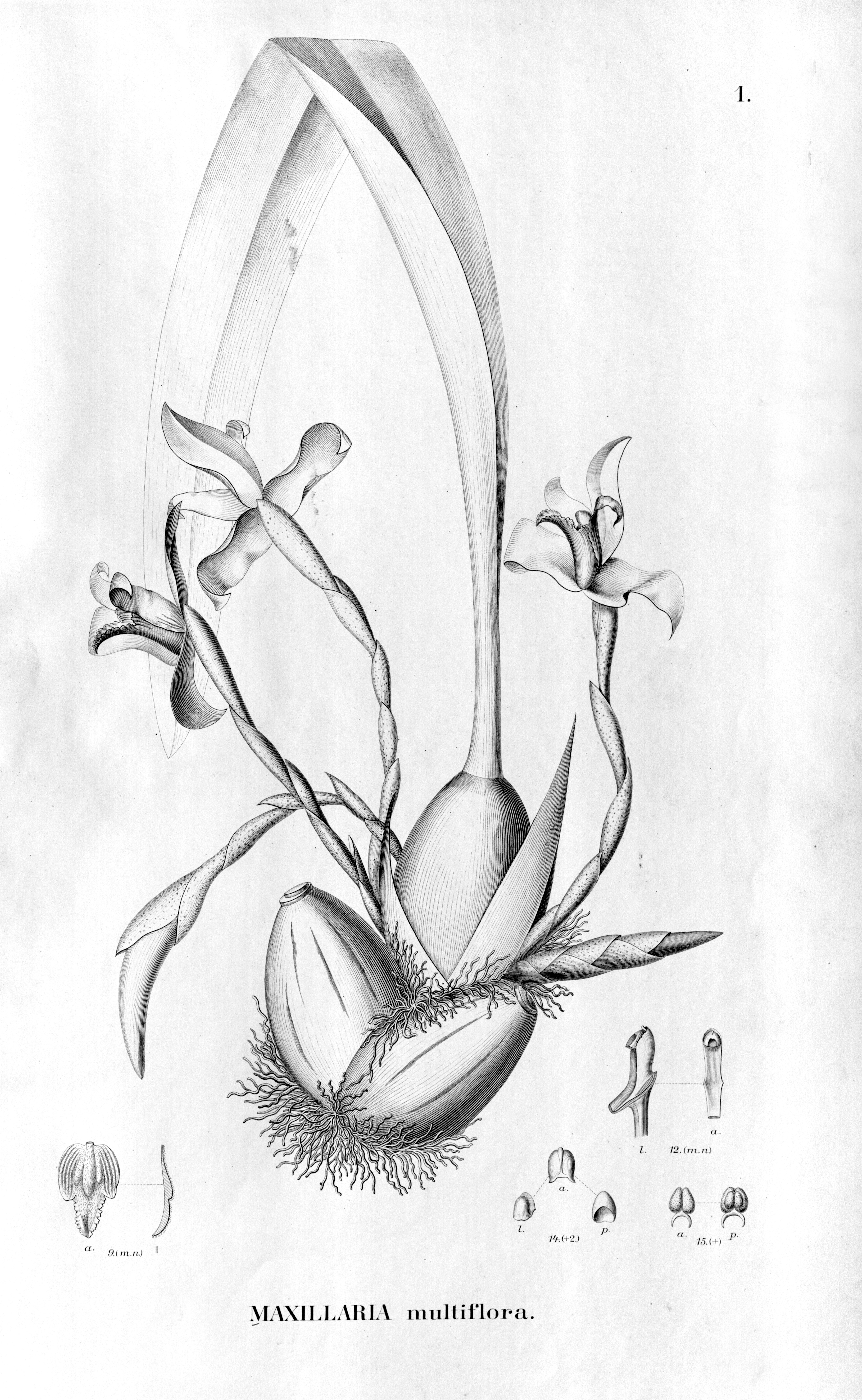